# Paolo Seganti
Paolo Seganti (ur. 20 maja 1965 w Mediolanie) – włoski aktor telewizyjny i model.

## Życiorys

### Wczesne lata
Urodzony jako czwarty z pięciorga rodzeństwa (ma czterech braci), w wieku czternastu lat dorabiał m.in. jako marynarz. Przez trzy lata był czołowym bokserem wśród amatorów juniorów, zdobywając przez sześć miesięcy tytuł turnieju Włoskich Amatorów Mistrzów (Italian Amateur Championships).

### Kariera
Odkryty przez fotografa zajmującego się modą, pracował następnie jako model agencji Egoiste dla takich fotografów, jak Bruce Weber, Jean-Baptiste Mondino, Peter Lindberg czy Jean-Paul Goude. Uczestniczył w kampaniach reklamowych dla Chanel, Yves’a Saint Laurenta, Lanvin i Calvina Kleina.
Jako osiemnastolatek przyjechał do Los Angeles i przebywał w Miami. Wystąpił na nowojorskiej scenie w sztuce Petera Shaffera Jeździec (Equus) i przedstawieniu W końcu czyje to życie? ('Whose Life Is It Anyway?).
Swoją karierę ekranową zapoczątkował gościnnym występem w sitcomie CBS Pomoc domowa (The Nanny, 1996). Pojawił się wkrótce w serialu tej samej stacji Nash Bridges (1997) i produkowanym przez Warner Bros. Babylonie 5 (1997).
Debiutował na dużym ekranie w komedii muzycznej Woody’ego Allena Wszyscy mówią: kocham cię (Everyone Says I Love You, 1996) w roli weneckiego chłopaka DJ-a. Potem można go było dostrzec w adaptacji powieści Jamesa Ellroya Tajemnice Los Angeles (L.A. Confidential, 1997) u boku Kevina Spaceya, Kim Basinger, Russella Crowe i Guya Pearce'a, komedii romantycznej fantasy Jakoś leci (Still Breathing, 1997) z Brendanem Fraserem, wojennym dramacie komediowym Franco Zeffirelli Herbatka z Mussolinim (Tea with Mussolini, 1999) z Judi Dench, Cher i Maggie Smith oraz włosko-niemieckim serialu Lamberto Bavy Szpiedzy i piraci (Caraibi, 1999) z Mario Adorfem i Nicholasem Rogersem. Szczególną sławę zdobył wcielając się w tytułowego bohatera serialu sensacyjnego Largo (Largo Winch, 2001-2003), adaptującego komiks pod tym samym tytułem.

## Życie prywatne
W 2001 poślubił Carlottę Chang. Mają córkę Stellę (ur. 1999).

## Filmografia

### Filmy fabularne
- 1996: Wszyscy mówią: kocham cię (Everyone Says I Love You) jako wenecki chłopak DJ
- 1997: Jakoś leci (Still Breathing) jako Tomas De Leon
- 1997: Tajemnice Los Angeles (L.A. Confidential) jako Jonny Stompanato
- 1999: Herbatka z Mussolinim (Tea with Mussolini) jako Vittorio
- 2001: Mężatka/Niezamężna (Married/Unmarried) jako Paul
- 2003: Od kołyski aż po grób (Cradle 2 the Grave) jako Christophe
- 2004: Amerykański (L'Américain) jako Rick
- 2004: Pani domu (Signora) jako Guido
- 2008: Carnera − wielki mistrz (Carnera: The Walking Mountain) jako Eudeline
- 2009: L'ultima volta jako Armando
- 2009: Bye Bye Sally jako pan Vincent
- 2010: It Happens

### Filmy TV
- 1998: Ultimo, czyli Ostatni (Ultimo) jako Arciere
- 1999: Michele Strogoff − il corriere dello zar jako Michael Strogoff
- 1999: Ultimo, czyli Ostatni 2 (Ultimo 2 − La sfida) jako Arciere
- 2000: Cudowna przemiana (Sex & Mrs. X) jako Francesco
- 2000: Kidnapped w Rio (Kinderraub in Rio − Eine Mutter schlägt zurück) jako Benedito
- 2001: Largo (Largo Winch: The Heir) jako Largo Winch
- 2004: Ultimo, czyli Ostatni 3 (Ultimo 3 − L'infiltrato) jako Arciere

### Seriale TV
- 1996: Pomoc domowa (The Nanny) jako Philippe
- 1996: Tajemnicza Obsługa Chłopca (Secret Service Guy)
- 1997: Perwersyjne sensacje (Perversions of Science) jako Mike Calderone
- 1997: Babylon 5 jako Phillipe
- 1997: Nash Bridges jako Tim Gage
- 1999: Szpiedzy i piraci (Caraibi) jako Ippolito „Du Bois” Albrizzi
- 1999: Michał Strogow, kurier carski (Il corriere dello zar) jako Michał Strogow
- 2001-2003: Largo (Largo Winch) jako Largo Winch
- 2002: CSI: Kryminalne zagadki Miami (CSI: Miami) jako Lorenzo Castanotto
- 2002: Takie jest życie (That's Life) jako Lorenzo DeLucca
- 2004: Le Stagioni del cuore jako Gianni Casiraghi
- 2005: Ho sposato un calciatore jako Bruno Caracci
- 2005: Ostry dyżur (ER) jako Adrian Sianis
- 2005: Freddie jako Marco
- 2006: Bliższy (The Closer) jako Paul Bivas
- 2006: Related jako Nino
- 2006-2010: As the World Turns jako Damian Grimaldi
- 2007: La Figlia di Elisa − Ritorno a Rivombrosa jako Conte Martino Ristori
- 2007: Lancet przeznaczenia (La Lance de la destinée) jako Peter Kenzie
- 2007: Ryzykanci (Eyes) jako Julian Lowe